# MOS 6507

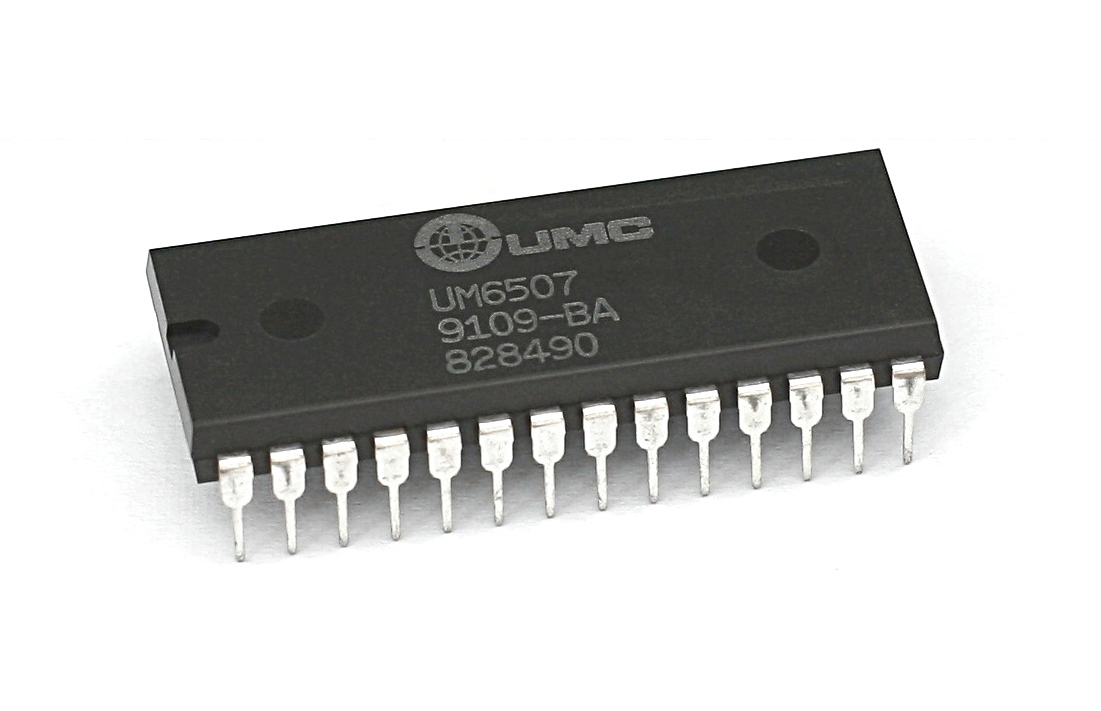
UMC UM6507 (= MOS 6507).

MOS 6507は、モステクノロジー（MOS Technology, Inc.）が1975年にリリースした8ビットマイクロプロセッサであり、当時人気のあったMOS 6502の機能削減版である。

## 概要
6502に16本のアドレス信号が存在したのに対して、6507はコスト削減のため13本しかアドレス信号が無い。これにより、6507は8KBのメモリしか参照することができなかったが、当時（1975年）は許容範囲のサイズだと考えられ、小さすぎるとは考えられていなかった。この信号線の削減により、6502が40ピンパッケージを必要としたのに対して、6507はより小型の28ピンパッケージを使用することが出来た。6507はアドレスバスが削減されただけではなく、外部割込みも使用できないが、それ以外の部分は6502と同一である。

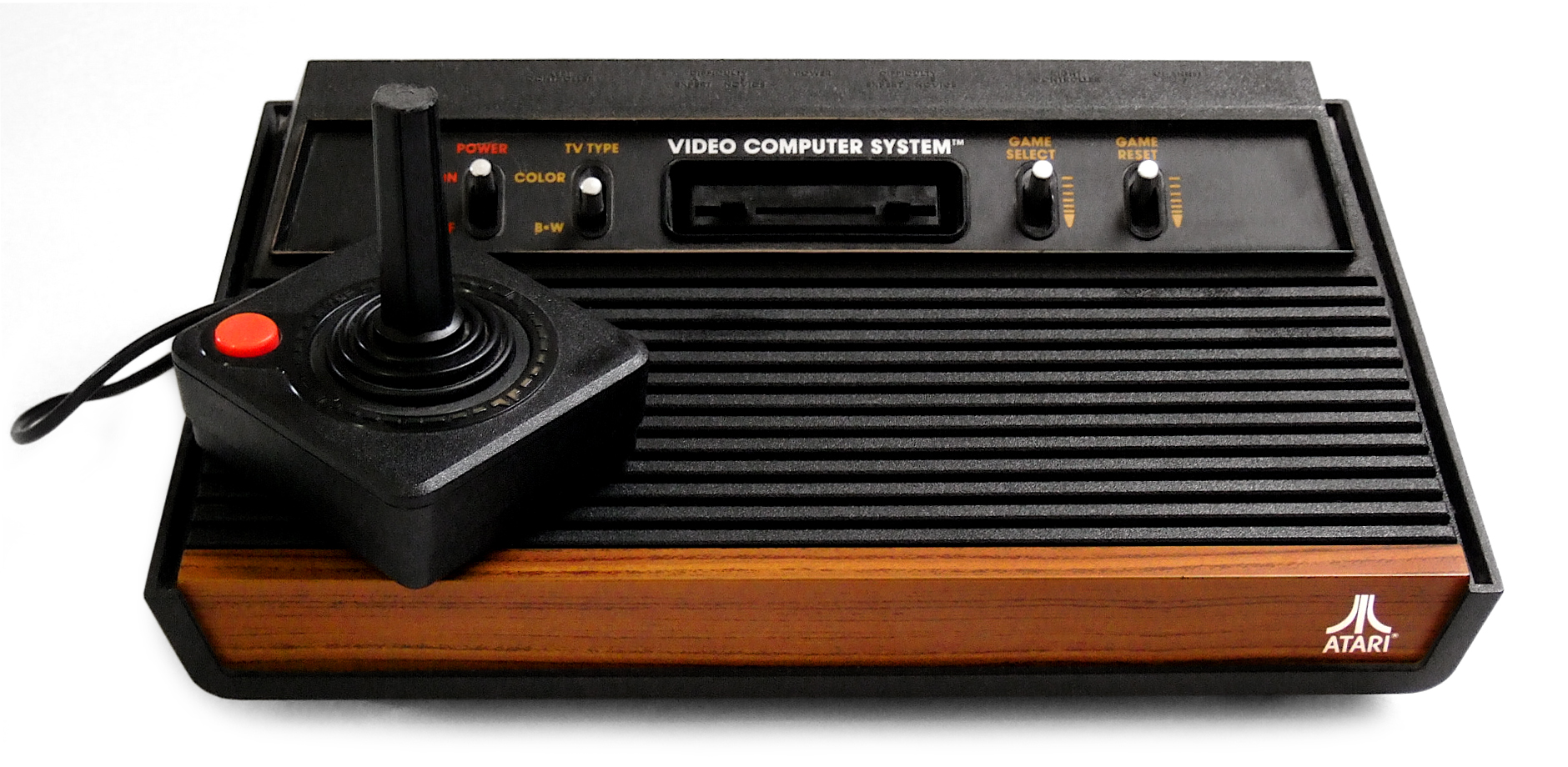
Atari 2600

6507が広く使われたのは2つの製品だけである。ひとつはゲーム機のベストセラーであるAtari 2600、もうひとつはAtari 8ビット・コンピュータのフロッピーディスクコントローラである（Atari 810およびAtari 1050）。Atari 2600では、システム構成はカートリッジスロットの設計よって、さらに制限されたものとなった。4KBの外部メモリだけがアドレス可能であり、残りの4KBは内部のRAMとI/Oに割り当てられた。MOS 650xアーキテクチャに基づいた他のシステム、特にホビーパソコンでは、記憶領域を拡大するために機能削減版の6507ではなく、フル機能の6502や6502の拡張版が使用された。
1980年頃に6502シリーズが広く使用されるようになると、半導体メモリ(ROMとRAM)の価格が下落し、6507の簡略化は価値が無いものとなり、新製品に搭載するCPUとして採用されることはなくなったが、6507を搭載したAtari 2600は1980年代後半まで販売され続けた。（なおAtari 2600の製造が終了したのは1992年1月1日だったが、最後期のモデルは必ずしも6507そのものを搭載していたわけではなかった）